# Pickle (1995)
Pour les articles homonymes, voir Pickle.
Le Pickle est une réplique de goélette à hunier du XVIIIe siècle. Ce navire a été construit en Russie en 1995, sous le nom d'Alevtina y Tuy, avant de passer sous pavillon finlandais en 2000, puis britannique en 2004, à la suite de divers rachats successifs. Son port d'attache actuel est Kingston-upon-Hull en Angleterre.

## Historique

### Construction et lancement sous pavillon russe
Ce bateau a été construit au chantier naval Grumant & Askold à Petrozavodsk sur le lac Onega en Russie. Il a été lancé en 1995. C'est une réplique d'un bateau du XVIIIe siècle de la flotte de Pierre le Grand, construite pour la célébration du tricentenaire de la ville de Saint-Petersbourg. Les autres portaient les noms de Volchitsa (1992), Sadko (1993), Pandora (1994) (ex-Anna) et Elena Maria Barbara (sister-ship). Chaque navire se distingue par une figure de proue spécifique.
Il navigue d'abord sous pavillon russe avec le nom Alevina y Tuy, son nom de lancement.

### Accident
Dans la nuit du 8 au 9 juin 1996, le navire envoie un appel de détresse après avoir été sérieusement endommagé lors d'une collision avec un navire de cargo koweïtien dans l'estuaire de l'Elbe en Allemagne. Il est secouru par deux navires, le Hermann Helms basé à Cuxhaven et le Wilhelm Kaisen basé à Heligoland qui l'escorte jusqu'au port de Cuxhaven.

### Multiples rachats sous pavillon finlandais puis britannique
Au début des années 2000, il navigue sous pavillon finlandais.
Racheté en 2004 par l'association Ocean Youth Trust, il est rebaptisé en l'honneur d'un ancien navire anglais de 1800, le HMS Pickle, de modèle équivalent. La même année, il participe à Brest 2004 avec son sister-ship Elena Maria Barbara (rebaptisé Sting) sous pavillon finlandais.
Il bénéficie d'une restauration avant de participer aux commémorations de la bataille de Trafalgar en 2005. Il ne navigue presque plus et reste visitable à Gibraltar, son port d'attache jusqu'à 2008.
Cette réplique a été à nouveau vendue en 2008 pour 350 000 £. En 2010, le navire est présenté dans le cadre d'un programme de la BBC sur Les bateaux qui ont construit la Grande-Bretagne (épisode 2 sur 6). Son nouveau port d'attache est Kingston-upon-Hull (Yorkshire), comme bateau-musée. Il participe également à des sorties en mer.